# Драгољуб Перовић
Драгољуб Перовић (Крушевац, 3. октобар 1981) је српски рукометаш, висок 187 цм и тежак 100 кг. Тренутно игра за РК Црвена звезда из Београда, а игра на позицији пивота. Играо је још и за клубове Пролетер Нафтагас из Зрењанина и Фиделинка Раднички из Суботице.
Са РК Пролетер Нафтагас из Зрењанина играо је 1/8 финала ЕХФ КУПА (најбоље оцењен играч лиге)
Са Црвеном звездом је играо ЕХФ Лигу Шампиона у сезони 2008/09.

## Клубови
- 1997-2004: Напредак Крушевац
- 2004-2005: Пљевља
- 2005-2006: Раднички Суботица
- 2006-2007: Пролетер Нафтагас
- 2007-?: Црвена звезда